# 豊木村
豊木村（とよきむら）は、かつて岐阜県揖斐郡にあった村である。
現在の揖斐郡大野町北部に該当する。

## 歴史
- 江戸時代末期、この地域は美濃国大野郡であり、大垣藩領、野村藩領、旗本領などが混在した地域であった。
- 1889年（明治22年）7月1日 - 野村、西方村、桜大門村、大野村[1]が合併し発足。
- 1954年（昭和29年）4月1日 - 大野町、西郡村、富秋村と合併し、改めて大野町が発足。同日豊木村廃止。

## 交通機関
- 名古屋鉄道谷汲線
  - 豊木駅

## 教育
- 大野村豊木村富秋村組合立大野小学校（現・大野町立大野小学校）
- 大野村豊木村富秋村組合立大野中学校（現・大野町立大野中学校）

## 史跡
- 野古墳群
- 城塚古墳